# Billstedt (stacja metra)
Billstedt – stacja metra hamburskiego na linii U2 i U4. Stacja została otwarta 28 września 1969. 

## Położenie
Stacja Billstedt położona jest w zagłębieniu terenu i stanowi ważny węzeł komunikacyjny. Nad peronami metra znajduje się duży dworzec autobusowy skupiający wiele linii autobusowych z okolicznych dzielnic. Sama stacja wyposażona jest w 2 perony wyspowe z 4 torami, obsługującymi 2 linie metra. Linia U4 ma tutaj swoją stację końcową.